# Weinschenk (Beruf)

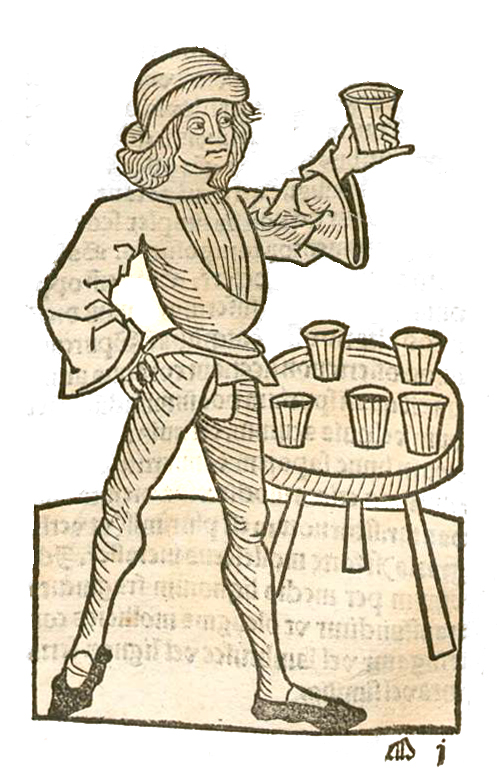
Abbildung zum Kapitel Vinum – Wein in Hortus sanitatis, Mainz 1491

Weinschenk ist die Bezeichnung für den Beruf eines Wirts, der Wein ausschenkt.

## Geschichte
Die Tätigkeit des Weinschenks im Mittelalter ist nicht mit der heutigen noch bekannten Berufsbezeichnung eines Schankwirtes gleichzusetzen. Dem Weinschenk war der Ausschank von Wein in Herrschaftshäusern und städtischen Bewirtungseinrichtungen, wie Ratskellern und -stuben vorbehalten. Im 12. Jahrhundert wird der Beruf noch Weinmann genannt. Der Weinmann, Winmann wurde noch mit der Tätigkeit des Weinbauern, des Winzers, des Weinhändlers und des Weinschenkes gleichgesetzt. Die gehobenen Tätigkeiten des Ratskellermeisters und das Verwalten von Weinbergen gehörten dazu. Der Kauf, die Beschaffung, die Bevorratung, die Qualität der Lagerung des Weines oblag dem Weinschenk. Im 14. Jahrhundert änderte sich die Berufsbezeichnung in Winschenk. Der Ausschank von Wein wurde durch die Fürsten mit hohen Steuern belegt, dem Weinschenk wurden die administrativen Aufgaben des Einzugs und das Abrechnen dieser Steuern aufgebürdet. Eine gesetzliche Grundlage des Weinausschanks war das Kitzinger Weingesetz vom 29. September 1482. Um der weitverbreiteten Weinpanscherei Einhalt zu gebieten, versammelten sich in Kitzingen die Abgesandten der fränkischen Fürsten, der Bischöfe von Würzburg und Bamberg, des Kurfürsten Albrecht Achilles von Brandenburg und die der Freien Reichsstadt Nürnberg und beschlossen ein Gesetz. Es ist bekannt als das 1. Fränkische Weingesetz, es galt seinerzeit vom Bodensee bis nach Sachsen. Bereits 1380 war der Weinkonsum hoch, 11,5 Millionen Liter pro Jahr. Ein zeitgemäßer Weinverbrauch des Rates der böhmischen Stadt Arnau, mit 15.750 Litern, ist für das Jahr 1579 in einer Rechnung nachgewiesen. Die unter Karl dem IV. angelegten Handelswege vom Main bis ins tiefe Böhmen hinein zeigen einen frühen florierenden Weinhandel bis an die Königsstadt Prag an der Moldau und zur Elbquelle. Der Wert eines Fuder Weines um 1578, ca. 820 Liter, kosteten 72 Gulden (In die Dertingener Stadtmauer eingemeißelt).

## Familienname
Der Berufsname Weinschenk ist als Familienname im deutschsprachigen Raum bekannt. In Regensburg ist der Name 1325 mit Weinschench bezeugt, die Namensform Weinmann, als Pilegrimus Winmann gab es in Köln schon um 1198.

## Berufsbild
Heute wird der Berufsname des Weinschenks für den Eigentümer von Weinlokalen, Weinstuben und -wirtschaften gebraucht.

## Historisch erwähnte Weinschenke
- Merten Gernert (* 1500) Senator, Weinschenk der Herrschaft von Waldstein (Wallenstein) in Arnau/Böhmen